# The Luchagors
The Luchagors fue una banda de punk rock originaria de Atlanta (Georgia). Su líder y vocalista es Amy Dumas, una ex diva y luchadora de la WWE, más conocida como Lita, quien fundó la banda con su exnovio, el guitarrista Shane Morton.

## Biografía
El nombre de la banda proviene de la expresión "luchador",  debido a que Amy lo fue, y se combina con la palabra "Gore", como las películas de terror de los que Amy y Shane son fanáticos.
La banda comenzó tocando pequeños conciertos en el área de Atlanta. El debut y presentación oficial de la banda fue durante un evento llamado Rock-n-Shock en Atlanta, Georgia el 14 de septiembre de 2006.

### 2006-presente
Tras el retiro de Amy del mundo de la lucha libre en noviembre de 2006, durante principios de 2007 comenzaron a grabar su álbum debut, el cual fue producido por Rachel Bolan, bajista de Skid Row. El álbum terminó de grabarse el 17 de marzo de 2007. Su placa debut fue titulada homonimamente The Luchagors y fue lanzado el 11 de septiembre en formato físico y digital. Tras el lanzamiento del álbum, la banda inició una gira de promoción del disco. Sin embargo, en octubre, el baterista Troy King decidió abandonar la banda.
El 11 de febrero de 2009 la banda dio la bienvenida a su nuevo baterista Racci Shay Hart.

## Discografía
- 2007 The Luchagors